# 베네치아 FC
베네치아 풋볼 클레브(Venezia Football Club S.r.l.)는 1907년 12월 14일에 창단된 이탈리아의 축구 클럽으로 베네치아를 연고지로 한다. 2002년과 2021년에 세리에 A로 승격된 경력이 있다.
이 팀은 2005년 이전까지 AC 베네치아(Associazione Calcio Venezia 1907) 2005년부터 2009년까지는 SSC 베네치아(Società Sportiva Calcio Venezia), 2009년부터 2015년까지는 FBC 우니오네 베네치아(FBC Unione Venezia)라는 이름을 사용했다.
1940-41 코파 이탈리아에서 우승을 차지한 경력이 있다.

## 경기장

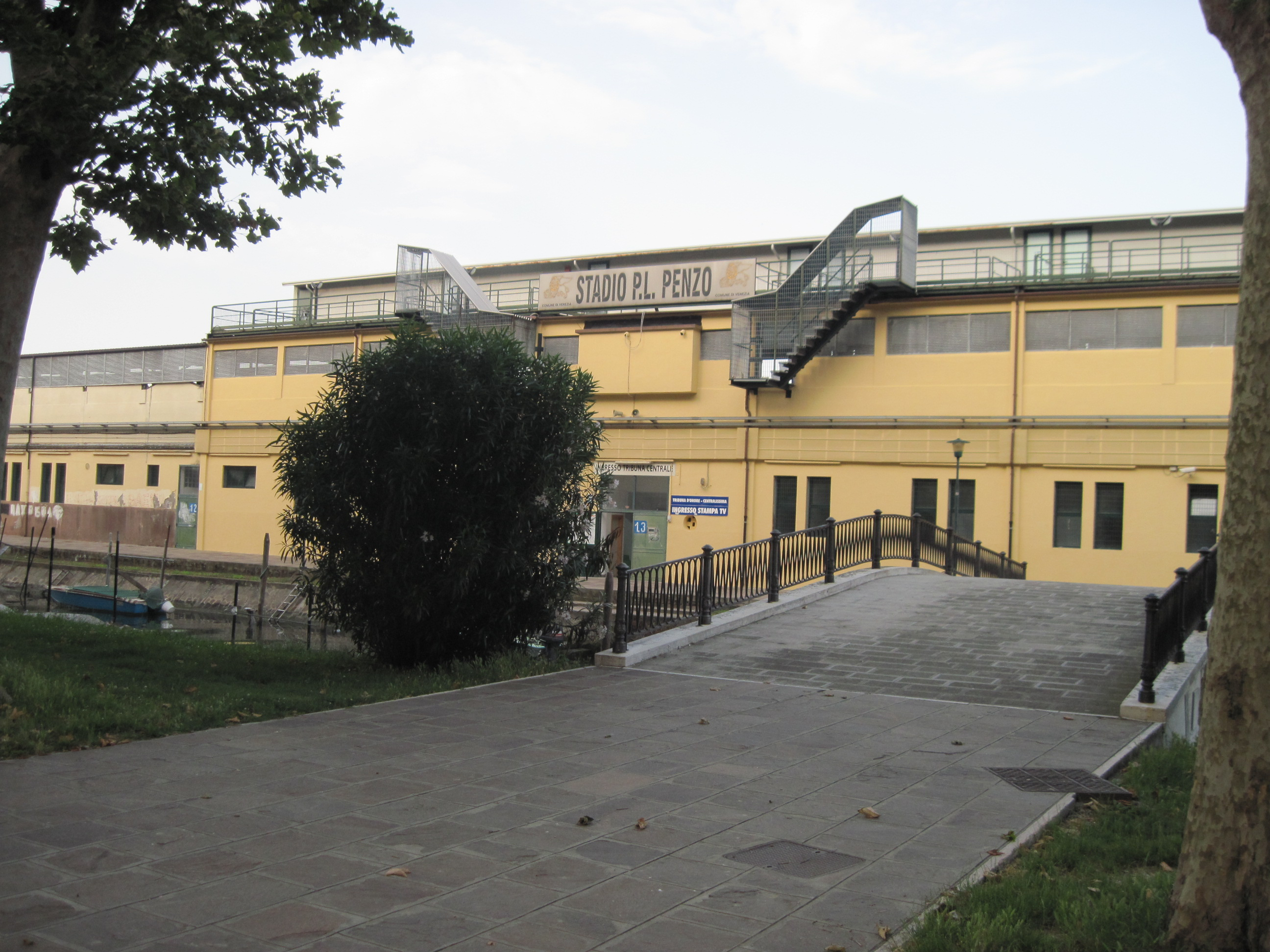
스타디오 피에르루이지 펜초

베네치아의 스타디오 피에르 루이지 펜초는 1913년에 처음 개장했으며, 제1차 세계대전 당시의 비행기 조종사 피에르 루이지 펜초(Pier Luigi Penzo)의 이름이 붙여졌다. 스타디오 펜초는 제노아와 삼프도리아의 스타디오 루이지 페라리스 다음인, 이탈리아에서 두 번째로 오래된 경기장이다.
산텔레나섬에 위치했고, 베네치아 비엔날레의 시설들과 인접한 이 경기장은 주로 보트로 접근 가능한 것이 유명하다.

## 클럽 역사
1907년 12월 14일, Venezia football club으로 창단되었는데, 베네치아의 '캄포 산 바르톨로메오' 지역에 있는 두 스포츠 클럽인 '팔레스트라 마찌알레, 콘스탄티노 레예르'의 연합으로 결성된 것이었다. 클럽의 대표 다비데 파노를 포함한 15명이 창단 멤버이다. 1919년 'A.C 베네치아' (Associazione calcio Venezia)로 팀명은 변경되었다.
베네치아 클럽 역사상 가장 큰 성공은 1940-41 시즌 코파 이탈리아를 우승한 것이다. 이때 우승멤버로 토리노로 이적했던 '에치오 뢰크, 발렌티노 마촐라'는 1949년, '수페르가 참사'로 사망하였다.
1941-42 시즌 베네치아는 세리에 A에서 3위를 기록하였으며, 이것은 클럽 역사상 가장 높은 리그 순위이다.

### A.C. 베네치아 1907
1990년, 베네치아는 클럽명을 A.C. venezia 1907 로 변경하였다. 이 당시의 베네치아는 대부분의 시즌을 세리에 A와 세리에 B에서 보냈다. 클럽은 2002년 마지막으로 세리에 A에서 B로 강등되었으며, 이 때가 베네치아 클럽 쇠퇴기의 시작이었다. 당시 클럽의 구단주였던 '마우리시오 잠파리니'는 팀의 무능력과 새 구장 신축에 전혀 관심없는 베네치아 의회의 분위기 속에 좌절하여 새로이 U.S 치타 데 팔레르모를 인수하였다.
당시 베네치아의 스쿼드에 주목할만한 플레이어는 알바로 레코바, 필리포 마니에로, 크리스티안 비에리 등이 있다.
2005년 베네치아는 또다시 세리에 B로 강등당했으며 파산을 선언했다.

### S.S.C. 베네치아
2005년 여름 클럽은 S.S.C.베네치아라는 이름으로 새로이 시작하였으며 세리에 C2 참가 자격을 얻었다.
2008-09년에 베네치아는 세리에 C에서 파산을 선언하였다.

### F.B.C. 우니오네 베네치아
클럽 파산 후 베네치아는 F.B.C. 우니오네 베네치아라는 이름으로 새로이 시작하였으며, 세리에 D 참가 자격을 얻었다.
2011-12 시즌 베네치아는 세리에 D를 우승하였고 그 자격으로 세리에 C로 승격하였다. 그러나 곧 다시 파산하였다.

### 베네치아 F.C
2015-16 시즌 베네치아는 베네치아F.C.라는 이름으로 새로이 시작하였으며, 세리에 D 참가자격을 얻었다.
2015년 10월, 뉴욕의 변호사 '조 타코피나'를 비롯한 미국 투자가들이 베네치아의 인수를 선언하였다. 타코피나는 현재 볼로냐의 구단주이며 AS로마의 부구단주를 역임한바 있다.
타코피나는 첫 시즌부터 베네치아를 세리에C로 승격시켰으며, 2016-17 시즌에도 세리에 C에서 우승을 차지하며 세리에 B로 승격하였다.

## 선수 명단

### 현재 선수 명단
참고: FIFA 자격 규정에 따라 소속된 국가대표팀 국기를 표시합니다. 선수는 복수의 FIFA 비회원국 국적을 가지고 있을 수 있습니다.
| 번호 | 포지션 | 국적       | 이름                                       |
| ---- | ------ | ---------- | ------------------------------------------ |
| 1    | GK     |            | 예세 요로넨                                |
| 4    | DF     | 인도네시아 | 제이 이지스                                |
| 5    | DF     | 수리남     | 리드헤시아노 합스                          |
| 6    | MF     |            | 잔루카 부시오                              |
| 7    | DF     |            | 프란체스코 참파노                          |
| 9    | FW     |            | 크리스티안 귀트키에르                      |
| 10   | FW     | 에콰도르   | 존 예보아                                  |
| 11   | FW     |            | 가에타노 오리스타니오                      |
| 12   | GK     |            | 브루누 베르티나투                          |
| 14   | MF     |            | 한스 니콜루시 카빌리아 (유벤투스에서 임대) |
| 15   | DF     |            | 조르조 알타레                              |
| 16   | MF     |            | 루카 피오르딜리노                          |
| 19   | MF     | 아이슬란드 | 비야르키 스테인 비야르카손                 |
| 20   | FW     |            | 요엘 포흐얀팔로 (부주장)                   |
| 21   | DF     |            | 리치 사그라도                              |

| 번호 | 포지션 | 국적       | 이름                                          |
| ---- | ------ | ---------- | --------------------------------------------- |
| 22   | MF     | 슬로베니아 | 도멘 츠르니고이                               |
| 23   | GK     |            | 마테오 그란디                                 |
| 25   | DF     |            | 요엘 싱티엔                                   |
| 27   | DF     |            | 안토니오 칸델라                               |
| 30   | DF     |            | 미하엘 스보보다                               |
| 32   | MF     | 가나       | 앨프리드 덩컨                                 |
| 33   | DF     | 크로아티아 | 마린 슈베르코                                 |
| 35   | GK     | 세르비아   | 필리프 스탄코비치 (인테르나치오날레에서 임대) |
| 38   | MF     |            | 마그누스 코포드 안데르센                      |
| 45   | FW     |            | 안토니오 라이몬도 (볼로냐에서 임대)           |
| 77   | MF     | 아이슬란드 | 미카엘 에길 엘레르트손                        |
| 79   | DF     |            | 프랑코 카르보니 (인테르나치오날레에서 임대)   |
| 80   | FW     | 모로코     | 사드 엘 하다드                                |
| 97   | MF     |            | 이사 둠비아                                   |

## 역대 감독
| 감독              | 임기        |
| ----------------- | ----------- |
| 알프레도 포니     | 1947 ~ 1948 |
| 알베르토 자케로니 | 1990 ~ 1993 |
| 루차노 스팔레티   | 1999 ~ 2000 |
| 필리포 인차기     | 2016 ~ 2018 |
| 발테르 젱가       | 2018 ~ 2019 |

## 경쟁 관계
- 우디네세 칼초[3]
- FBC 트레비소
- 칼초 파도바
- 비첸차 칼초

## 역대 성적
코파 이탈리아:
- 우승 (1): 1940–41

세리에 B:

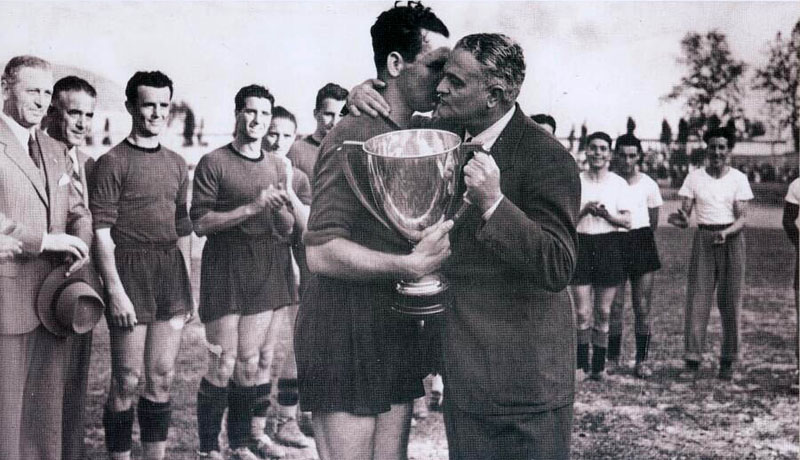
코파 이탈리아 1940–41를 수상하는 베네치아

- 우승 (2): 1960–61; 1965–66
- 준우승 (3): 1938–39; 1948–49; 1997–98
- 승격 (1): 2000–01

세리에 C / 세리에 C1:
- 우승 (3): 1935–36; 1955–56; 2016–17
- 준우승 (1): 1990–91

코파 이탈리아 레가 프로
- 우승 (1): 2016–17

세리에 C2:
- 우승 (1): 2005-06
- 준우승 (1): 1987–88

세리에 D:
- 스쿠데토 딜레탄티: 우승 1회: 2011–12
- 우승 (2): 1982–83, 2011–12
- 준우승 (1): 1978–79